# Białozasłonak bulwiasty
Białozasłonak bulwiasty (Leucocortinarius bulbiger (Alb. & Schwein.) Singer) – gatunek grzybów z rzędu pieczarkowców (Agaricales). Należy do monotypowego rodzaju Leucocortinarius (J.E. Lange) Singer 1945.

## Systematyka i nazewnictwo
Pozycja w klasyfikacji według Index Fungorum: Leucocortinarius, Incertae sedis, Agaricales, Agaricomycetidae, Agaricomycetes, Agaricomycotina, Basidiomycota, Fungi.
Po raz pierwszy opisali go w 1805 r. Johannes Baptista von Albertini i Lewis David von Schweinitz, nadając mu nazwę Agaricus bulbiger. Obecną nazwę nadał mu Rolf Singer w 1945 r.
Ma 7 synonimów. Niektóre z nich:
- Cortinarius bulbiger (Alb. & Schwein.) J.E. Lange 1935
- Tricholoma bulbigerum (Alb. & Schwein.) Ricken 1914[2].

Polską nazwę nadali Barbara Gumińska i Władysław Wojewoda w 1983 r.

## Morfologia
Kapelusz
O średnicy 5–10 cm, początkowo półkulisty, potem wypukły, płasko-wypukły, w końcu płaski z tępym garbkiem lub bez. Brzeg długi podwinięty, potem mniej więcej prosty, czasem falisty. Powierzchnia gładka, naga, czasem lekko łuskowata, drobnowłókienkowata, podczas wilgotnej pogody mniej lub bardziej lepka,, brązowawo-ochrowa, ochrowo-płowa, cielisto beżowa do czerwono-brązowej, często z resztkami zasnówki, zwłaszcza na brzegu.
Trzon
Wysokość 5–9 cm, grubość 1–1,7 cm, cylindryczny, pełny, mocy, z zaokrągloną lub obrzeżoną bulwą o średnicy około 1,2 cm u podstawy. Powierzchnia podłużnie włóknista, początkowo czysto biała, potem jasnobrązowa, z dużym i trwałym pierścieniem.
Blaszki
Gęste, szerokie, przyrośnięte lub zbiegające, czasem z ząbkiem, początkowo białe, białawe, potem kremowe. Ostrza równe.
Miąższ
Kruchy, miękki, na środku kapelusza gruby, na brzegu cienki, w trzonie włóknisty. Ma lekki zapach selera i łagodny smak. Jest jadalny, ale ze względu na rzadkość występowania wskazane jest zbieranie go tylko do badań.
Cechy mikroskopowe
Zarodniki gładkie, elipsoidalne, grubościenne, z jedną gutulą. Średnia wielkość zarodników 7,5 × 4,5 µm, zakres zarodników (6,7)6,8-8,6(9,2) × 4,2-4,8(5,0) µm, Qm = 1,7. Podstawki maczugowate, ze sprzążkami bazalnymi, czterozarodnikowe, 36,2-40,2 × 7,5-8,4 µm. Trama blaszek równoległa, krawędź blaszek płodna. Skórka w kapeluszu typu ixocutis, utworzona przez niewyraźnie splecione, zżelowane strzępki z pigmentem wewnątrzkomórkowym, ale także inkrustowane żółto-ochrowym pigmentem. Zasnówka utworzona z cylindrycznych, cienkich, mniej więcej równoległych strzępek, ze sprzążkami na wszystkich przegrodach.
Gatunki podobne
Białozasłonak bulwiasty wyglądem przypomina zasłonaki (Cortinarius), ale ma białe blaszki, nawet w stanie dojrzałym. Można go pomylić z Cortinarius allutus, który jednak preferuje górskie lasy świerkowe, ma początkowo białe blaszki, potem gliniaste. Różni się też zarodnikami; są lekko brodawkowate.

## Występowanie i siedlisko
Znane jest występowanie Marasmiellus pseudogracilis tylko w Ameryce Północnej, Europie i Azji. W. Wojewoda w zestawieniu wielkoowocnikowych grzybów podstawkowych Polski w 2003 r. przytoczył kilkanaście stanowisk z uwagą, że jest rzadki. W następnych latach podano wiele następnych stanowisk. Najbardziej aktualne stanowiska podaje także internetowy atlas grzybów. Znajduje się w nim na liście gatunków zagrożonych i wartych objęcia ochroną.
Naziemny grzyb mykoryzowy. Występuje w lasach iglastych, liściastych i mieszanych pod sosnami.